# Teramo Calcio 1998-1999
Questa pagina raccoglie le informazioni riguardanti il Teramo Calcio nelle competizioni ufficiali della stagione 1998-1999.

## Rosa
| N. |                   | Ruolo | Calciatore            |
| -- | ----------------- | ----- | --------------------- |
|    | Italia (bandiera) | A     | Maurizio Alfonsi      |
|    | Italia (bandiera) | A     | Gabriele Annunziata   |
|    | Italia (bandiera) | D     | Nicola Bambini        |
|    | Italia (bandiera) | C     | Stefano Bellè         |
|    | Italia (bandiera) | A     | Luca Bertarelli (II)) |
|    | Italia (bandiera) | D     | Gionata Bruni         |
|    | Italia (bandiera) | C     | Gaspare Cacciola      |
|    | Italia (bandiera) | A     | Flavio Catanzani      |
|    | Italia (bandiera) | D     | Gianfranco Ciccone    |
|    | Italia (bandiera) | C     | Massimo Cardelli      |
|    | Italia (bandiera) | D     | Giuseppe De Amicis    |
|    | Italia (bandiera) |       | Di Paolo              |
|    | Italia (bandiera) | D     | Stefano De Angeli     |
|    | Italia (bandiera) | D     | Stefano Fanucci       |
|    | Italia (bandiera) | C     | Augusto Gabriele      |
|    | Italia (bandiera) | A     | Luciano Gama          |

| N. |                   | Ruolo | Calciatore            |
| -- | ----------------- | ----- | --------------------- |
|    | Italia (bandiera) | C     | Flavio Giampieretti   |
|    | Italia (bandiera) |       | Giansante             |
|    | Italia (bandiera) | P     | Fabrizio Grilli       |
|    | Italia (bandiera) | P     | Roberto Mancinelli    |
|    | Italia (bandiera) | D     | Vincenzo Menna        |
|    | Italia (bandiera) | D     | Andrea Natali         |
|    | Italia (bandiera) | A     | Stefano Nicoletti     |
|    | Italia (bandiera) | A     | Rocco Pagano          |
|    | Italia (bandiera) | D     | Luca Pelusi           |
|    | Italia (bandiera) | A     | Daniele Prosia        |
|    | Italia (bandiera) | C     | Carmine Protano       |
|    | Italia (bandiera) | A     | Maurizio Tacchi (III) |
|    | Italia (bandiera) | D     | Fabrizio Tridente     |
|    | Italia (bandiera) | A     | Massimiliano Vadacca  |
|    | Italia (bandiera) | A     | Gabriele Varchetta    |
|    | Italia (bandiera) | C     | Marco Zanini          |